# The Fine Art of Love
Pour plus de détails, voir Fiche technique et Distribution.
The Fine Art of Love est un film dramatique italo-tchéco-britannique réalisé par John Irvin, sorti en 2005.

## Synopsis
En Thuringe, au tournant entre le XIXe siècle et le XXe siècle, six jeunes filles de seize ans résident depuis leur enfance dans un luxueux collège où elles apprennent la musique, la danse et les bonnes manières. Tout semble idéal, malgré des règles très strictes qui empêchent par exemple tout contact avec l'extérieur. Derrière la façade de ce monde idyllique où elles jouent et nagent dans le lac, il ne s'agit que d'un vivier destiné à préparer celle qui sera choisie par l'Empereur.

## Fiche technique
- Titre anglais : The Fine Art of Love: Mine Ha-Ha
- Titre italien : L'educazione fisica delle fanciulle

## Distribution
- Jacqueline Bisset : la directrice
- Hannah Taylor Gordon : Irène
- Natalia Tena : Vera
- Anna Maguire : Mélusine
- Anya Lahiri : Rain
- Emily Pimm : Blanka
- Mary Nighy : Hidalla